# Moruzzo
Moruzzo est une commune italienne de la province d'Udine dans la région Frioul-Vénétie Julienne en Italie.

## Lieux d'intérêt
- Château de Brazzacco

## Administration
| Période                                  | Période | Identité      | Étiquette | Qualité |
| ---------------------------------------- | ------- | ------------- | --------- | ------- |
|                                          |         | Roberto Pirrò |           |         |
| Les données manquantes sont à compléter. |         |               |           |         |

### Hameaux
Alnicco, Brazzacco, Telezae, Modotto, Santa Margherita del Gruagno

### Communes limitrophes
Colloredo di Monte Albano, Fagagna, Martignacco, Pagnacco